# Henrik Gerners Plads
Henrik Gerners Plads er en vej på Nyholm i København, som blev navngivet i 1997. Vejen ligger mellem Danneskiold-Samsøes Allé, Spanteloftvej og Henrik Spans Vej. Vejen er opkaldt efter skibsbyggeren Henrik Gerner (1742-1787), der stod for skibsværftet på Holmen. Henrik Gerner var en central figur i dansk skibsbygning i slutningen af 1700-tallet. Han spillede en væsentlig rolle i udviklingen af den danske flådes skibe.

## Bygninger og monumenter

### Administrationsbygningen for søminevæsenet
Ved vejen ligger administrationsbygningen, som tidligere var tilknyttet Søværnets minevæsen.

### Galionsfiguren fra linjeskibet Dannebrog
På pladsen står en galionsfigur fra linjeskibet Dannebrog, der blev søsat i 1850.

### Mindesten for faldne fra Søværnet
En mindesten er rejst på pladsen til ære for personel fra Søværnet, der mistede livet under Besættelsestiden.